# When She Comes Down
When She Comes Down is een nummer van de Belgische indierockband dEUS uit 2008. Het is de vierde single van hun vijfde studioalbum Vantage Point.
"When She Comes Down" leverde dEUS wederom een hitje op in Vlaanderen, maar toch was het minder succesvol dan de vorige singles. De plaat wist de Vlaamse Ultratop 50 nog net te bereiken met een bescheiden 49e positie en verbleef daar één week. Hiermee was het de minst succesvolle single van "Vantage Point" in die lijst, aangezien de twee daaropvolgende singles enkel de Tipparade bereikten.